# کوداشمانوو
کوداشمانوو (انگلیسی: Kudashmanovo) یک شهرک در شهرستان بلورتسکی باشقیرستان کشور روسیه است.